# SS Sołdek
«Солдек» (пол. «Sołdek») — польське суховантажне судно, перше судно, побудоване в Польській Республіці після Другої світової війни. Після понад тридцятирічної служби перетворене на корабель-музей у Гданську.

## Історія

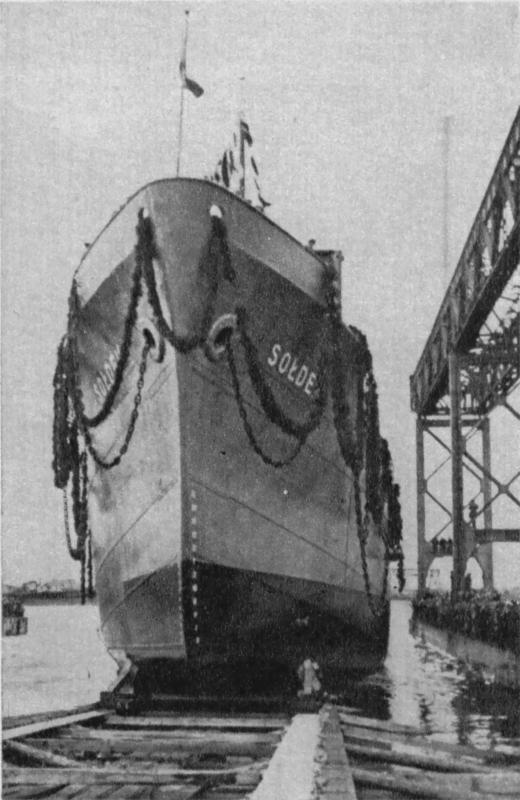
Спуск на воду 6 листопада 1948 року

Судно було першим із шести суден, замовлених польсько-данською компанією «Gdynia-Ameryka Linie Żeglugowe» для перевезення вугілля та залізної руди Балтійським та Північним морями. Був закладений 3 квітня 1948 року, спущений на воду 6 листопада того ж року. Судно отримало назву «Солдек» на честь провідного суднового розмітника Гданської корабельні, ударника праці Станіслава Солдека (1916—1970), який працював на будівництві судна. Судно має зварений і клепаний корпус, палубу валового типу, чотири трюми, вантажні приміщення, приміщення для екіпажу та машинне відділення. «Солдек» зданий в експлуатацію у 1949 році. За свою понад тридцятирічну службу судно здійснило майже півтори тисячі рейсів, ходячи переважно до шведських та нідерландських портів та перевезло загалом понад 3,5 мільйона тонн вугілля та залізної руди. Його служба закінчилася 30 грудня 1980 року. У 1981 році судно було передане Польському морському музею. На той час воно було в дуже поганому стані та потребувало капітального ремонту, а потім пристосування для музейних цілей. Після кількох років роботи з відновлення його первісного вигляду, «Солдек» був відкритий як корабель-музей у 1985 році. Пришвартований на річці Мотлаві, на набережній острова Оловянка, перед зерносховищами в Національному морському музеї у Гданську, відкрите для відвідувачів разом із виставковою композицією, що розташована під палубою та представляє історію його будівництва та понад 30 років служби, історію польського суднобудування та морської торгівлі другої половини XX століття. У 2020 році на кораблі-музеї був зроблений капітальний ремонт, оновлена виставка, судно було пристосовано для відвідувачів з обмеженими можливостями.

## Галерея

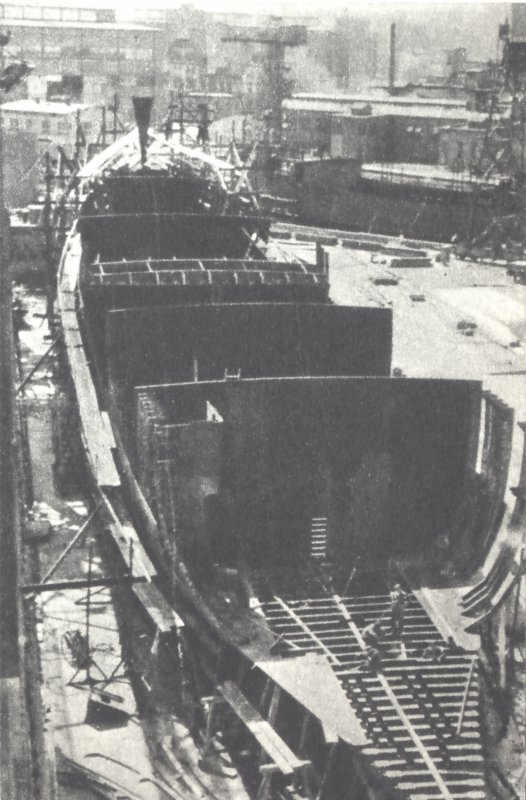
На стапелі
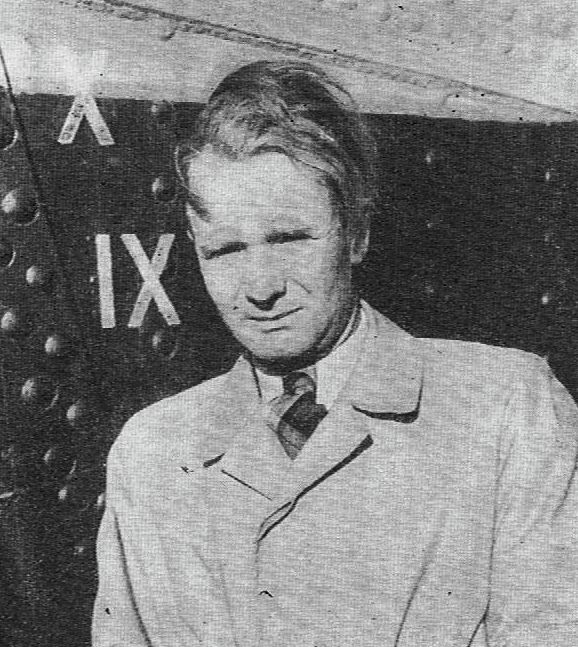
Станіслав Солдек
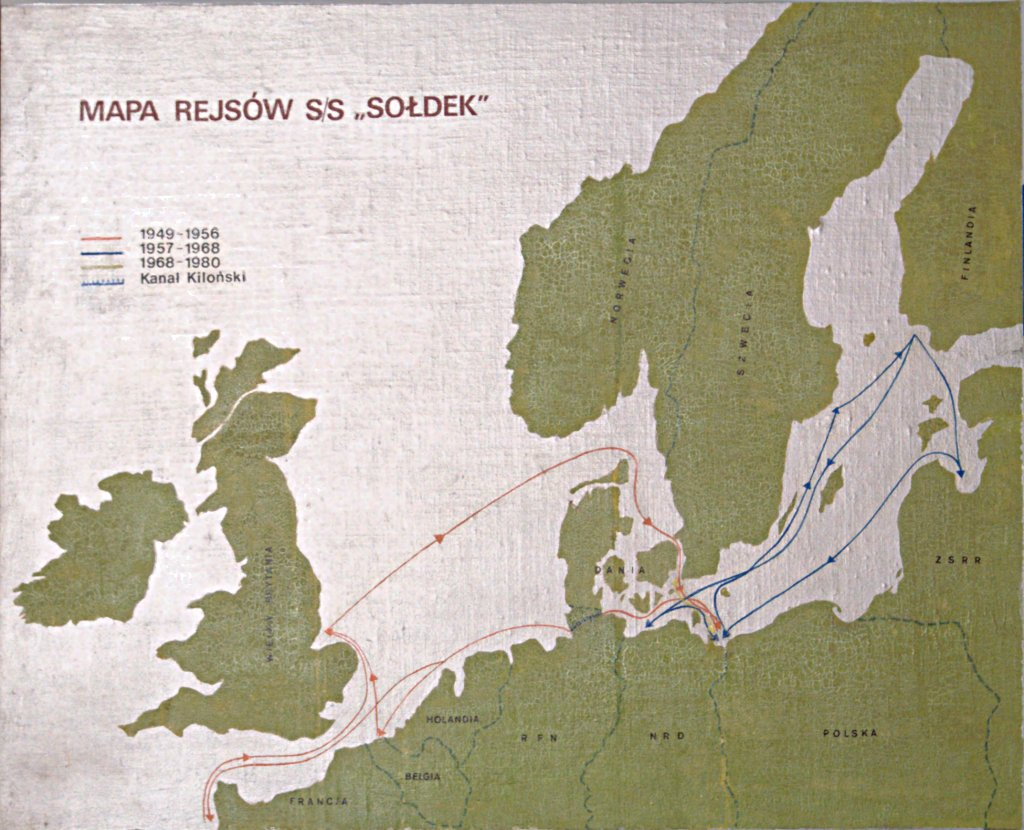
Мапа рейсів
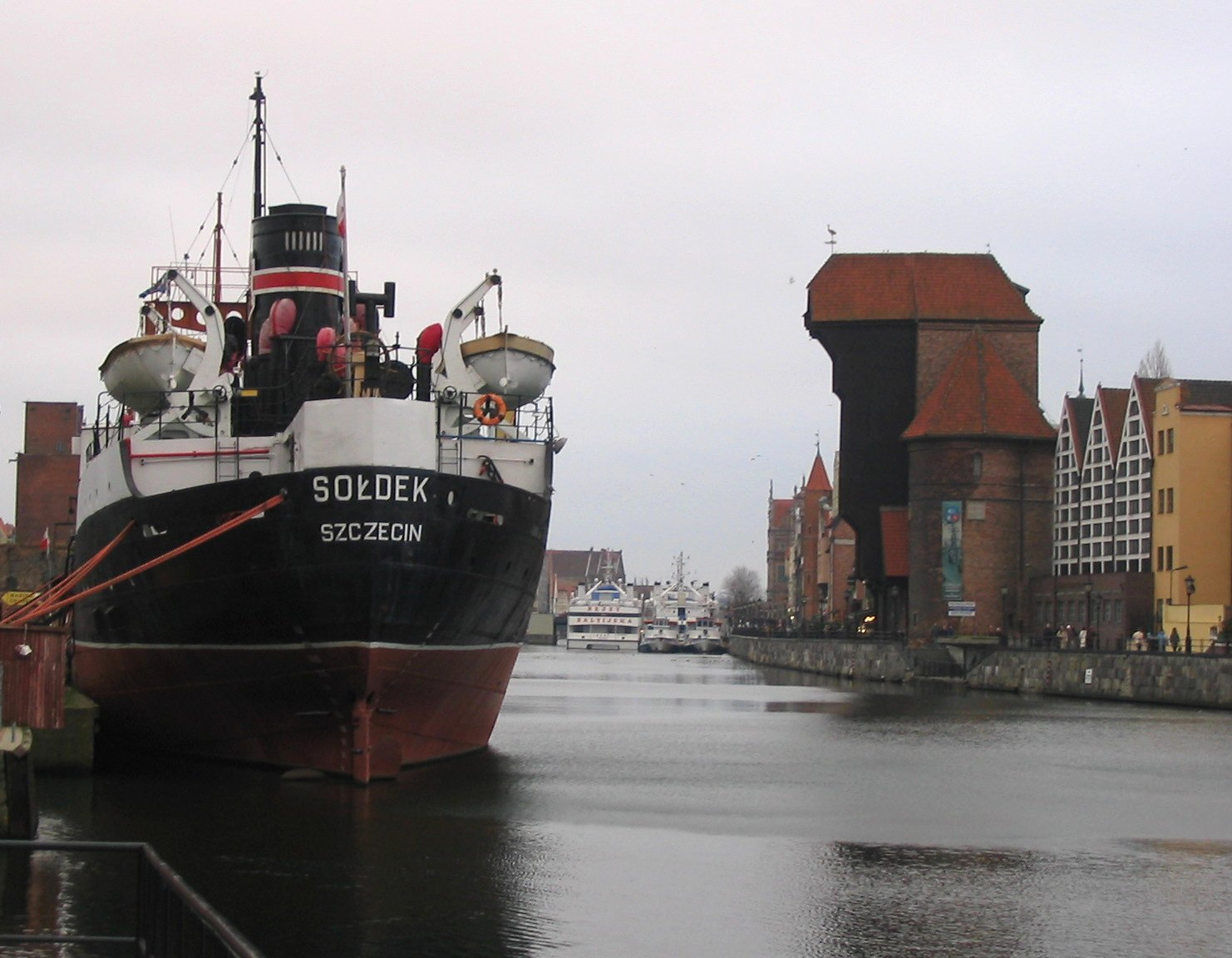
У 2006
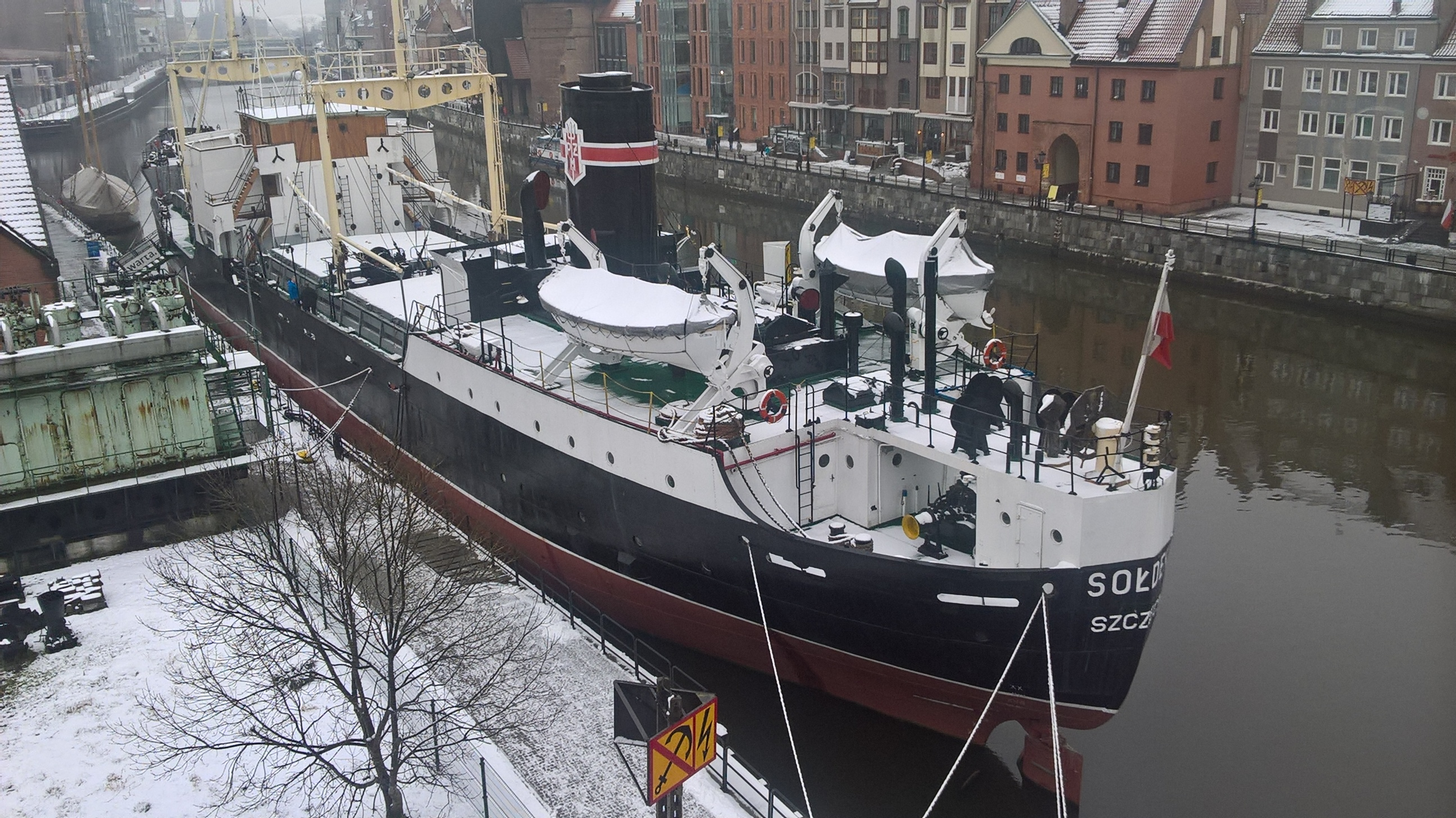
Вид з корми
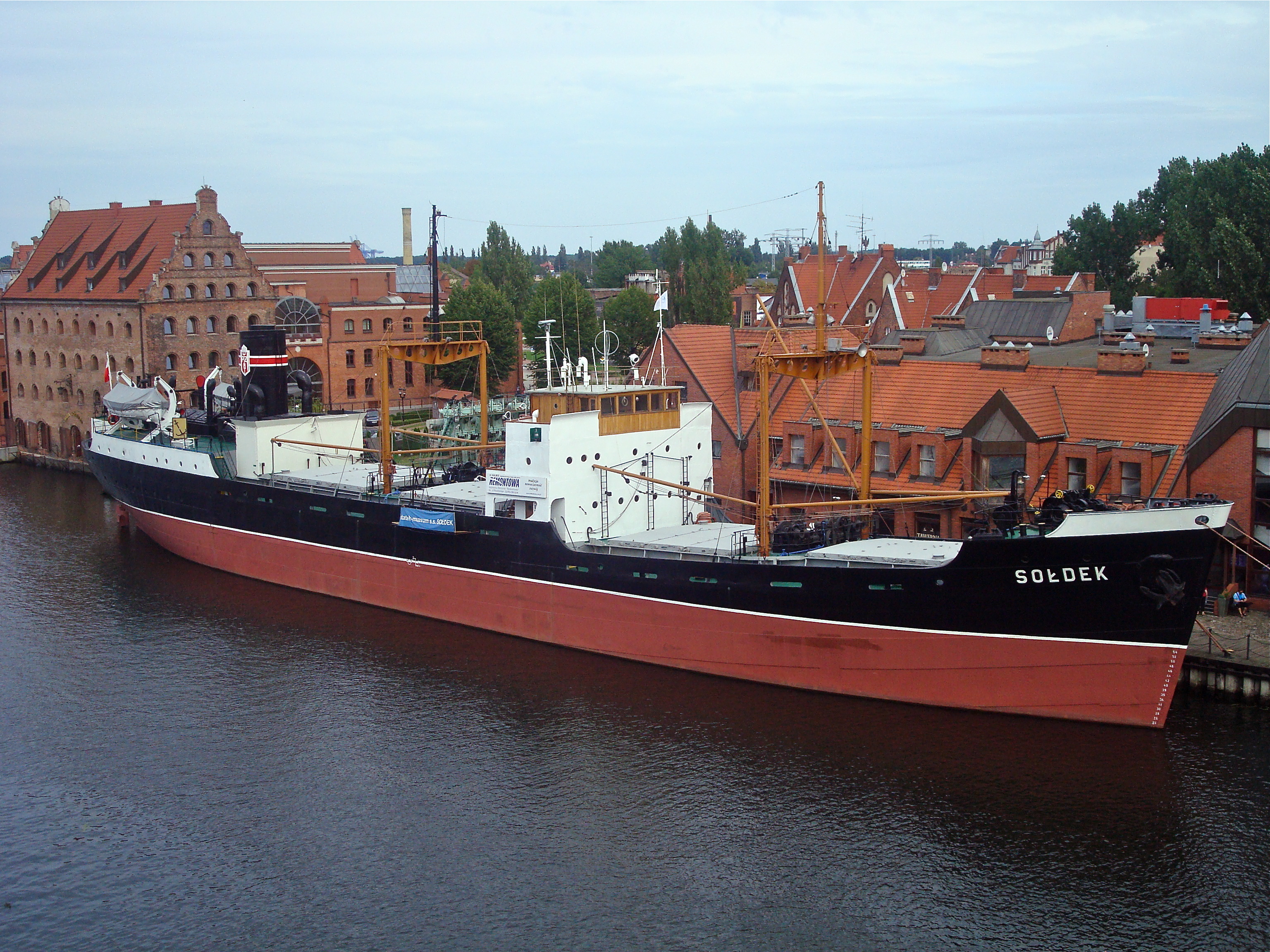
З висоти